# Linum betsiliense
Linum betsiliense är en linväxtart som beskrevs av John Gilbert Baker. Linum betsiliense ingår i släktet linsläktet, och familjen linväxter. Inga underarter finns listade i Catalogue of Life.